# Jarjapupeta
Jarjapupeta é uma vila no distrito de Vizianagaram, no estado indiano de Andhra Pradesh.

## Demografia
Segundo o censo de 2001, Jarjapupeta tinha uma população de 5534 habitantes. Os indivíduos do sexo masculino constituem 51% da população e os do sexo feminino 49%. Jarjapupeta tem uma taxa de literacia de 57%, inferior à média nacional de 59,5%: a literacia no sexo masculino é de 67% e no sexo feminino é de 46%. Em Jarjapupeta, 11% da população está abaixo dos 6 anos de idade.